# Alliance for Open Media
Alliance for Open Media (lett. "Alleanza per i Media aperti") è un consorzio industriale senza scopo di lucro (no profit) con sede a Wakefield, nel Massachusetts, che sviluppa una tecnologia aperta e priva da royalty per la distribuzione di contenuti multimediali. Utilizza le idee e i principi dello sviluppo di standard web aperti per creare standard video che possono fungere da alternative esenti da royalty agli standard, finora dominanti del Moving Picture Experts Group e al suo modello di business relativo ai diritti di proprietà intellettuale, tramite i diritti di brevetto associati a difficoltà e tasse di brevetto e licenza. L'alleanza si mette anche in competizione con l'MPEG che fornisce metodi di compressione dati per i video.
Il 1 settembre 2015 è stata annunciata AOMedia con l'obiettivo di sviluppare un formato video esente dalle royalty in alternativa ai formati con licenza come H.264 e HEVC e il primo progetto fu lo sviluppo del codec AV1, come successore di VP9 e un'alternativa esente da royalty a HEVC. Il progetto ha pubblicato AV1 nel 2018 sotto una licenza Apache 2.0 con elementi del Daala, Thor e VP10.

## Storia
Prima del lancio ufficiale di Alliance già c'erano alcuni lavori e collaborazioni precedenti che sono stati successivamente fusi nell'AV1.
A seguito del successo della standardizzazione di uno standard audio presso l'Internet Engineering Task Force (IETF), nel 2012 iniziò a formarsi una task force per la standardizzazione del formato video esente da royalty sotto la direzione dei membri della Fondazione Xiph.org, che aveva iniziato a lavorare al suo formato video sperimentale Daala nel 2010. A maggio 2015, il gruppo di lavoro Internet Video Codec (NetVC) dell'IETF venne avviato ufficialmente con Daala di Xiph/Mozilla. Cisco Systems ha anche aderito al progetto offrendo il proprio formato prototipo Thor. La mancanza di un formato video adatto per l'inclusione nella specifica HTML5 del World Wide Web Consortium (W3C) e le negoziazioni fallite per un formato video obbligatorio per WebRTC hanno mostrato la necessità per uno standard video aperto e competitivo, in particolare la comparsa di un secondo gruppo di brevetti per HEVC (HEVC Advance), che nei primi mesi del 2015 ha motivato gli investimenti per un formato video alternativo con un maggiore sostegno all'alleanza, principalmente a causa dell'incertezza sulle royalties del formato, da MPEG HEVC.
Il piano fu di rendere disponibile il formato video entro il marzo 2017 (dovrebbe ottenere una rapida approvazione). Dall'inizio delle sue attività, l'elenco dei membri è aumentato.
Il 5 aprile 2016, l'AOMedia ha annunciato che AMD, ARM e Nvidia si erano uniti, con Adobe, ATEME, Ittiam e Vidyo aggiunti nei mesi successivi. Il 13 novembre del 2017, Facebook si è unito come membro di governo. Nel gennaio 2018, il sito web dell'alleanza è stato aggiornato silenziosamente per aggiungere Apple come membro di governo dell'entità. Nel 2019, Samsung Electronics si è unita come membri direttivo il 3 aprile 2019 e Tencent il 1 ottobre.

## 2022
Nel settembre 2022, l'AOMedia ha dato annuncio di Project Caviar dopo di AVM. Sebbene il nome non sia ancora stato ancora divulgato, c'è un documento scritto dagli sviluppatori di AOMedia con biografie condivise sul loro documento web. Il Video Codec Working Group (CWG) fu il primo Gruppo tecnico AOMedia. Riconoscendo alcune esigenze, AOMedia creò a febbraio 2022 il Volumetric Visual Media Working Group (VVMWG). Gli articoli suggeriscono che Google stia pianificando la distribuzione di due formati aperti, video ad alta gamma dinamica / video HDR e audio 3D, come alternative alla tecnologia video Dolby Atmos e Dolby Vision. Per l'audio è stata sviluppata una bozza chiamata IAC e l'HDR10+ di Samsung non verrà utilizzato.
Al secondo Simposio di AOMedia, nel giugno 2022 hanno partecipato 10 università con 24 organizzazioni (aziende). Inclusi vari ingegneri Meta che contribuiscono ad uno standard Next Generation AOM attraverso diversi gruppi di lavoro. Il repo AVM: AOM Video Model - è creato all'interno del repository AOMedia GitLab e il progetto consiste in alcuni strumenti candidati alla ricerca. - esso è basato su Libaom, codificatore di riferimento per il formato AV1.

## 2023
AOMedia è coinvolta in un nuovo simposio di ricerca.

## AOMedia Video
L'Alleanza mira a creare e fornire la prossima generazione di formati di compressione video e codec all'avanguardia, ottimizzati per lo streaming di contenuti multimediali su Internet, contenuti commerciali e non commerciali, compresi i contenuti generati dagli utenti. È in fase di sviluppo una linea di nuovi formati video denominata AOMedia Video (AV).
I membri di Industry Chip Alliance (AMD, ARM, Intel, Nvidia) hanno lo scopo di garantire un design compatibile con l'hardware. Le principali caratteristiche distintive di AV1 sono i termini di licenza royalty-free e le prestazioni all'avanguardia. AV1 è progettato specificamente per applicazioni in tempo reale e per risoluzioni più elevate rispetto ai tipici scenari di utilizzo per i formati video dell'attuale generazione (H.264).

## Membri dell'alleanza
I membri direttivi dell'AOMedia sono Amazon, Apple, ARM, Cisco, Facebook, Google, Huawei, Intel, Microsoft, Mozilla, Netflix, Nvidia, Samsung Electronics e Tencent. I membri fondatori sono: Amazon, Cisco, Google, Intel, Microsoft, Mozilla, Netflix, ARM, Nvidia e AMD. Nel 2018 anche Apple si è unita al consorzio.
Membri generali:
- Adobe
- Agora.io
- Alibaba
- Allegro DVT
- AMD
- Amlogic
- Argon Design
- ATEME
- BBC Research & Development
- Beijing Kingsoft Cloud Internet Technology
- Bilibili
- Bitmovin
- Broadcom
- CableLabs
- Chips&Media
- Cosmo Software
- Gfycat
- Hulu
- iQiyi
- iSIZE
- Ittiam
- LG Electronics
- NETINT Technologies
- NGCodec
- Oppo
- Polycom
- Realtek
- Sigma Designs
- Snap Inc.
- Socionext
- Synamedia
- V-Silicon
- VeriSilicon
- ViCue Soft
- VideoLAN
- Vidyo
- Vimeo
- Visionular
- Western Digital
- Xilinx
- Zoom